# Lorenzo Buffon
Lorenzo Buffon (sinh ngày 19 tháng 12 năm 1929 tại Majano, Friuli) là một cựu thủ môn bóng đá Ý. Ông đã chơi 277 lần cho A.C Milan, và cũng đóng góp cho thành phố đối thủ của họ Internazionale. Ông cũng đã chơi 15 lần cho đội tuyển quốc gia Italia.
Ông đã chơi 15 mùa giải (365 trận) trong Serie A cho AC Milan, Genoa CFC, FC Internazionale Milano và ACF Fiorentina.